# 森陶
森陶，是匈牙利绍莫吉州所辖的一个村。总面积64.47平方公里，总人口383，人口密度5.9人/平方公里（2011年1月1日）。